# Gran Premio de la Farmacia Central de Túnez
El Gran Premio de la Farmacia Central de Túnez (oficialmente: Grand Prix International de la Pharmacie Centrale de Tunisie) es una carrera ciclista de un día que se disputa anualmente en Túnez luego del Tour de la Farmacia Central de Túnez.
La carrera fue creada en el año 2018 como competencia del UCI Africa Tour dentro de la categoría 1.2 y su primera edición fue ganada por el ciclista británico Gruffudd Lewis.

## Palmarés
| Año  | Ganador        | Segundo            | Tercero           |
| ---- | -------------- | ------------------ | ----------------- |
| 2018 | Gruffudd Lewis | Abderrahmane Hamza | Stéphane Poulhiès |

## Palmarés por países
| País        | Victorias |
| ----------- | --------- |
| Reino Unido | 1         |